# Stadion Korakuen
Korakuen Stadium – tokijski stadion baseballowy wyburzony w 1987 roku.
Stadion po zbudowaniu był siedzibą Yomiuri Giants, który to zespół przeniósł się do Tokyo Dome, wybudowanego na miejscu stadionu Korakuen.
W 1988 roku stadion był gospodarzem mistrzostw Japan Series. Miał pojemność 50.000 osób. Był również siedzibą japońskiej Baseball Hall of Fame, tu po raz pierwszy rozegrano mecz NFL poza Stanami Zjednoczonymi, w 1976 roku gościł tu Mirage Bowl.
- baseball-reference.com